# マネー・ピット
『マネー・ピット』（The Money Pit）は、1986年にアメリカ合衆国で製作されたトム・ハンクス主演、スティーヴン・スピルバーグ製作総指揮のコメディ映画である。
まだ若手俳優だったトム・ハンクスが主演したドタバタ・コメディである本作。タイトルの『マネー・ピット』とは日本語で言うと“金食い虫”という意味。とある欠陥だらけの激安物件を購入した若夫婦が様々な悪夢に直面する様をユーモラスかつコミカルに描いている。製作総指揮はスティーヴン・スピルバーグが務めており、監督は俳優でもあるリチャード・ベンジャミンが起用されている。共演には、コメディエンヌのシェリー・ロングをはじめ、『ダイ・ハード』などのアレクサンドル・ゴドゥノフやモーリン・ステイプルトンらが顔を揃える。

## あらすじ
若弁護士であるウォルター（トム・ハンクス）は、愛する恋人でヴィオラ奏者のアンナ（シェリー・ロング）と共に、アンナの前夫で指揮者のマックス（アレクサンドル・ゴドゥノフ）が留守中の家で同棲中。しかしある日、外国へ行っていたマックスが戻ってくることになる。そのことで住む場所を探さなければならなくなった二人だが、そんな2人に格安物件の話が舞い込む。洒落た見た目の豪邸で、とてもその値段で売られているような代物ではない。しかし、これはチャンスとその話に飛びついた2人。いよいよその家に引っ越して、新たな生活を送ろうとする2人だったが、その家のとんでもない“欠陥ぶり”が彼らを襲う。

## キャスト
| 役名                             | 俳優                           | 日本語吹替   | 日本語吹替   | 日本語吹替        | 日本語吹替    |
| 役名                             | 俳優                           | TBS版        | ソフト版     | VOD版             | ANA機内上映版 |
| -------------------------------- | ------------------------------ | ------------ | ------------ | ----------------- | ------------- |
| ウォルター・フィールディング・Jr | トム・ハンクス                 | 大塚芳忠     | 松本保典     | 花輪英司          |               |
| アンナ・クロウリー               | シェリー・ロング               | 高島雅羅     | 坪井木の実   | 鳥越まあや        | 岡本茉利      |
| マックス・ベイサート             | アレクサンドル・ゴドゥノフ     | 江原正士     | 内田直哉     | 咲野俊介          |               |
| エステル                         | モーリン・ステイプルトン       | 巴菁子       | 瀬能礼子     | 和優希            |               |
| アート・シャーク                 | ジョー・マンテーニャ           | 秋元羊介     | 辻親八       | 伊原正明          |               |
| カーリー                         | フィリップ・ボスコ             | 池田勝       | 稲垣隆史     | 楠見尚己          |               |
| ジャック・シュニットマン         | ジョシュ・モステル             | 増岡弘       | 桜井敏治     | 野川雅史          |               |
| シャトフ                         | ヤコフ・スミルノフ             | 田原アルノ   | 巻島康一     | 瀧村直樹          |               |
| ブラッド・シャーク               | カーマイン・カリディ           | 嶋俊介       | 福田信昭     |                   |               |
| イーサン                         | ブライアン・バッカー           | 古田信幸     | 蓮池龍三     |                   |               |
| ベニー                           | ビリー・ロンバード             | 松本梨香     | 喜田あゆ美   | 池田海咲          |               |
| マリカ                           | ミア・ディロン                 | 滝沢久美子   | 原奈津季     | 庄司まり          |               |
| カルロス                         | ジョン・ヴァン・ドリーレン     | 嶋俊介       | 福田信昭     |                   |               |
| ウォルター・フィールディング・Sr | ダグラス・ワトソン             | 仁内建之     | 石森達幸     | 宮崎敦吉          |               |
| フロリンダ・フィールディング     | ティッチー・アグバヤーニ       |              | 杉本ゆう     |                   |               |
| ジミー                           | ジョーイ・バリン               | 小室正幸     | 樫井笙人     | 大泊貴揮          |               |
| 救急医療隊員                     | ウェンデル・ピアース           | 田原アルノ   | 落合弘治     |                   |               |
| オスカー                         | ヘンリー・ベイカー             | 沢木郁也     |              | 武田太一          |               |
| ベニーの母                       | メアリー・ルイーズ・ウィルソン | 片岡富枝     |              |                   |               |
| モンゴメリー・シュラップ         | ジョー・ポナゼッキ             | 伊井篤史     | 石森達幸     |                   |               |
| ジェームズ                       | フランキー・フェイソン         | 増岡弘       | 福田信昭     |                   |               |
| アーニー                         | マイケル・ジェッター           |              |              |                   |               |
| ワン                             | ツィ・マー                     | 小室正幸     | 原語音声     |                   |               |
| ラナ                             | レスリー・ウェスト             | 広瀬正志     | 後藤哲夫     | 中務貴幸          |               |
| サマンサ                         | スーザン・ブロウニング         |              | 重松朋       |                   |               |
| メード                           |                                |              | 鳳芳野       |                   |               |
| ロシア人                         |                                |              | 宗矢樹頼     |                   |               |
|                                  |                                |              |              |                   |               |
| 演出                             |                                | 伊達康将     | 岩見純一     | 佐々木由香        |               |
| 翻訳                             |                                | 岩本令       | 中村久世     | 尾形由美          |               |
| 調整                             |                                | リレーション |              |                   |               |
| プロデューサー                   |                                | 上田正人     |              |                   |               |
| 制作                             |                                | 東北新社 TBS | ACクリエイト | IYUNO MEDIA GROUP |               |

- TBS版：初回放送1990年1月24日 『水曜ロードショー』 21:00-22:54
- ソフト版：2003年10月24日発売のDVDに初収録。
- VOD版：2019年Netflixで初配信。

※2021年11月10日発売の「HDニューマスター日本語吹替W収録版 ブルーレイ」には、TBS版とソフト版の吹き替えを収録

## スタッフ
- 監督：リチャード・ベンジャミン
- 製作総指揮：スティーヴン・スピルバーグ、デヴィッド・ガイラー
- 製作：キャスリーン・ケネディ、フランク・マーシャル、アート・レヴィンソン
- 脚本：デヴィッド・ガイラー
- 音楽：ミシェル・コロンビエ
- 撮影：ゴードン・ウィリス
- 編集：ジャクリーン・キャンバス（英語版）